# 空とタマ -Autumn Sky,Spring Fly-
『空とタマ -Autumn Sky,Spring Fly-』は、鈴木大輔による日本のライトノベル。イラストは原建人。富士見ミステリー文庫（富士見書房）より、2006年7月に刊行された。
本作は鈴木大輔にとって初のミステリー物のタイトルであり、富士見ミステリー文庫から刊行された唯一のタイトルである。

## あらすじ
オヤジと喧嘩して家出した天野空は予め家出先として目を付けていた田んぼの傍に立つ鍵の掛かっていない廃倉庫に身を寄せる。誰も来ないと思っていた廃倉庫には先客がおり、人気アーティストの名前を騙るその全く姿を現さない先客（空によってタマと名付けられる）と空は廃倉庫の占有権を賭けて争うことになったのだが、タマは非常に強く喧嘩慣れした空ですら敵わない最強の相手だった。

## 登場人物
天野 空
主人公。中学3年生。喧嘩慣れしており腕っぷしは強く、中学生にしてわかばを嗜むヘビースモーカーである。ストレス解消法はたばこを自棄飲みする事と八つ当たりである。
母親は『父親』の愛人であり、『空』が妊娠した際に『父親』から「産むな」と言われた為、『父親』と別れ一人で出産した。
『母親』を失った後は腹違いの兄に面倒をみてもらっており、彼を『オヤジ』と呼んでいる。
タマ
廃倉庫の先客であった女性。本名は「青井春子」という大人気女性アーティスト。『空』によって『タマ』という名前を付けられる。
喧嘩慣れした『空』をも凌ぐ腕っぷしの強さを誇り、『空』と廃倉庫の占有権を賭けて争う。
無口で感情を殺したような喋り方をしていた。たばこの煙が苦手でたばこを吸っていた『空』の頭上から雨水をぶっかけるというヒステリックな一面もある。
かつて恋人がおり、お腹の中には子供もいたが、恋人は事故によって死亡しお腹の子供は死産であった。その前後の健康診断で「余命半年」と宣告され絶望し、隔離された場所で一人で死にたいと考えた末、発見した廃倉庫に籠る。
オヤジ
『空』の腹違いの兄貴であり、現在の『空』の保護者。『空』には「兄貴」ではなく「オヤジ」と呼ばれている。『父親』の愛人であった『空の母親』に惚れており、二人が別れた後は彼女を匿っていた。
空の母親が起こした事件で『父親』と最愛の人を一度に失うが、『父親』の経営していた大企業を継ぎ、一人で全てを立て直した。その際に用いた強引な手法で一族の一部からは反感を買っており、それが周囲の『空』に対するイジメへと繋がった。
『空の母親』が『空』に言葉を教えようとしなかった為、自ら『空』に話しかけて言葉を覚えさせようとするなど教育熱心なところがある。また、『空』を有名私立高校に進学させようとしており、そのことが今回の『空』の家出の原因となっている。
お母さん
故人。本名は「天野悠」という大人気女性シンガーであったが、マスコミには一切登場せず、レコード会社の人間もその正体を知らないなど謎の多い覆面シンガーとして活躍した。
生前は幼少の空を抱きしめながら歌うか仰向けになって寝ているかのいずれかの行動しか取らず、空に話しかけることはしなかった為、空の発育に大きな影響を及ぼした。
最期は一家心中を試み、『父親』を殺害し、『空』の腹にナイフを突き刺した上で自ら自害した。その事で音楽業界からその存在自体を抹消され、現在ではごく一部の人間の記憶に残っている程度である。
生前の最期の言葉は「ごめんね。」だった。
父親
故人。『空』と『オヤジ』の実の父親。某大企業の社長を務めていた。
有名シンガーだった天野悠を自身の愛人として囲っていた。しかし妊娠が発覚し、お腹の子供を産むか産まないかで激しく揉めた末、喧嘩別れとなる。
最期は心中を試みた『天野悠』に殺害される。

## 既刊一覧
富士見ミステリー文庫刊（富士見書房発行）全1巻（絶版）
- 『空とタマ -Autumn Sky,Spring Fly-』2006年7月15日初版発行（2006年7月7日発売） ISBN 4-8291-6361-5